# فراغ (فلسفة)
يحتوي مفهوم الفراغ في الفلسفة على أفكار العدم والفراغ، وهو مفهوم فسرته العديد من المدارس الميتافيزيقية وتجادلت حوله. في الفلسفة الإغريقية القديمة، نوقش الفراغ من قبل مفكرين مثل ديمقريطس، الذي رأى فيه مساحة تتحرك ضمنها الذرات، الأمر الذي يتيح وجود المادة. مخالفًا هذا المفهوم، اشتهر أرسطو بإنكاره لوجود فراغ حقيقي، محاججًا أن الطبيعة تتجنب الفراغ بصورة متأصلة.
في التقاليد الفلسفية الشرقية، يأخذ الفراغ معاني ميتافيزيقية وروحية هامة. في البوذية، تشير سونياتا إلى الفراغ المتأصل في جميع الأشياء، وهو مفهوم رئيسي في فهم طبيعة الواقع. في الفلسفة الطاوية، يمثَّل الفراغ من خلال ووجي، الحالة غير المتمايزة التي ينبثق عنها الوجود بأكمله، والتي تجسد كل من إمكانية الخلق وغياب الشكل.
على مر تاريخ الفكر الغربي، كان الفراغ قد استكشف أيضًا في سياق الوجودية والعدمية، حيث غالبًا ما كان يرمز إلى غياب المعنى الجوهري في الحياة والشرط البشري للمواجهة مع العدم. استعرضت النقاشات العلمية الحديثة مفهوم الفراغ، ولا سيما دراسة ميكانيك الكم وعلم الكون، حيث ربطت بأفكار مثل الفراغ الكمي وبنية الكون.
في الباطنية الغربية، أفايريسيس «(التنحية جانبًا)»، أو اللاهوت السلبي، هو منهج يستخدم لمقاربة «أساس الكينونة» المتعالي عبر نفي بصورة منهجية لكافة المفاهيم والخصائص المحدودة المرتبطة بالإله. تتيح هذه السيرورة للروحانية بالتحرك أبعد من قيود اللغة والفهم البشري، لتسعى في نهاية المطاف إلى اختبار مباشر للإله بصفته مصدرًا يفوق الوصف لكامل الوجود، متجاوزًا أي خصائص أو تعريفات محددة.

## خلفية تاريخية
تعود جذور مفهوم الفراغ إلى الفلسفة اليونانية القديمة، إذ كان أساسيًا للمناقشات حول طبيعة الكون والفضاء. اقترح بارمينيديس أنه لم يكن له وجود واستخدم ذلك للمحاججة حول عدم وجود تغير أو حركة أو تمييز من بين أمور أخرى. ردًا على بارمينيديس، افترض ديموكريتوس، أحد أوائل مناصري الذرية، أن الكون كان يتألف من ذرات تتحرك عبر الفراغ. وفقًا لديموكريتوس، كان الفراغ فضاء فارغًا ضروريًا أتاح حركة الذرات وتفاعلها، الأمر الذي جعله ضرورة لوجود المادة ذاتها. هذه النظرة شكلت الفراغ كجزء حقيقي ومؤسس للكون، ويتباين مع مفهوم أنه مجرد عدم.
على العكس، رفض أرسطو وجود فراغ حقيقي، وحاجج أن الطبيعة تكره الفراغ. في الكتاب الرابع عن الفيزياء زعم أرسطو أن الفراغ، بوصفه غيابًا مطلقًا للمادة، لا يمكن أن ينوجد لأنه سيناقض القوانين الطبيعية التي تحكم الحركة والتغير. وكان يرى أن الحركة تتطلب جسمًا وسيطًا تحدث فيه، وفضاءٌ فارغًا تمامًا سيمنع حركة من هذا النوع. أصبحت هذه الرؤية الأرسطية نافذة بصورة كبيرة، وشكلت وجهات النظر في العصور الوسطى وعصر النهضة حول طبيعة المادة والفضاء.
أقر الفلاسفة الرواقيون وجود المجردات ال4 التي كان الفراغ من بينها: «ينتشر الفراغ غير المحدود، المجرد، خارج العالم. ويُقصد بكلمة مجرد الشيء غير الممتلئ إلى حد كبير على الرغم من إمكانية امتلائه بجسم. لا يحتوي العالم فضاء فارغًا داخله، بل يشكل وحدة واحدة متكاملة. هذه نتيجة ضرورية للتعاطف والتوتر الذي يربط الأشياء ببعضها في السماء والأرض». يناقش تشريسيبوس الفراغ في كتابه عن الفراغ وفي كتابه الأول في العلوم الفيزيائية، وكذلك فعل أيضًا أبولوفانيس في كتابه الفيزياء، وأيضًا أبولودوروس وبوسيدونيوس في كتاب مقالة في الفيزياء، الكتاب الثاني.
خلال فترة العصور الوسطى، دخل اللاهوتيون المسيحيون في نقاشات حول مفهوم الفراغ من وجهة نظر ميتافيزيقية ولاهوتية. ودمج لاهوتيون كلاسيكون مثل توما الأكويني الفلسفة الأرسطية مع اللاهوت المسيحي، وحاجج أن كلية الوجود الخاصة بالله حالت دون وجود الفراغ. بالنسبة لتوما الأكويني، كانت فكرة الفراغ غير متوافقة مع الإيمان بإله حاضر في كل مكان، ليعزز بذلك فكرة رفض أي فراغ مطلق في الخلق.
على الرغم من رفض أرسطو، عاود مفهوم الفراغ الظهور خلال عصر النهضة وأوائل العصور الحديثة، ولا سيما في سياق البحث العلمي. تحدى تطور تجارب الفراغ من قبل علماء مثل إيفانجيليستا توريسيلي في القرن السابع عشر الفيزياء الأرسطية عبر إظهار إمكانية خلق فراغ، وبذلك أثار مناقشات فلسفية حول طبيعة الفراغ ومكانه في العالم الفيزيائي. مهدت هذه التجارب الأرضية لتقدم علمي لاحق، بما في ذلك دراسة الفضاء والفراغ في الفيزياء الحديثة. وكانت هناك أسئلة حول إذا ما كان الفراغ حالة فعلية من العدم، أو إذا ما كان في الواقع ممتلئ بشيء، إذ طرحت نظريات الأثير في القرن الثامن عشر لملء الفراغ.
في كتابه الفراغ (2007)، ناقش فيزيائي الجزيئات فرانك كلوز مفهوم «الفضاء الفارغ» من أرسطو إلى نيوتن وماتش وأينشتاين وغيرهم (بما في ذلك فكرة «أثير» واختبارات راهنة لميدان هيغز).

## في الفلسفة الشرقية
يحمل مفهوم الفراغ أهمية ميتافيزيقية وروحانية كبرى في الفلسفة الشرقية، ولا سيما في البوذية والطاوية. وفي حين أن كلًا من هذين التراثين يفسر الفراغ على نحو مختلف، يراه كليهما محوريًا لفهم طبيعة الواقع والوجود.

### البوذية: سونياتا
في البوذية، يرتبط مفهوم الفراغ ارتباطًا وثيقًا بسونياتا، والتي عادة ما تترجم «الفراغ». هذه الفكرة محورية في فلسفة ماهايانا البوذية وقد نوقشت بتفصيل كبير في أعمال ناغارجونا، الذي كان شخصية مؤسسة في مدرسة مادهياماكا. تشير سونياتا إلى غياب وجود متأصل في كل الظواهر، ولا شيء يحتوي على طبيعة ذاتية دائمة ومستقلة. وعلى العكس، كل شيء يوجد بصورة متداخلة، يصعد ويتوقف بسبب شبكة من الأسباب والشروط. يرمي هذا الفهم إلى تحرير الممارسين من وهم الارتباط بذات دائمة، الذي قاد إلى عصر التنوير.
يفصل تحليل ناغارجونا في كتابه مولامادهياماكاكاريكا (أشعار أساسية عن الطريق المتوسط) حول سونياتا عبر تفكيك العديد من المفاهيم والظواهر لإظهار أنها تفتقر لجوهر متأصل. هذا التفكيك ليس عدميًا، وبالأحرى هو يفتح الطريق لرؤية الواقع كتداخل ديناميكي للشروط، دون التمسك بأي وجهة نظر ثابتة. لذلك فإن سونياتا هو تبصر فلسفي وإدراك تأملي يفضي إلى فهم الطبيعة الحقيقية للواقع.

### الطاوية: ووجي وطاجي
في الطاوية، مفهوم الفراغ يتمثل عبر ووجي، الذي يشير إلى حالة فراغ غير متمايز أو العدم. ووجي هو أصل الوجود بأكمله، الذي يسبق التمظهر المزدوج للتايجي، المطلق الأقصى، الذي يمنح فرصة صعود التداخل بين الين واليانغ. هذا الإطار الكوني محوري للميتافيزيقيا الطاوية، حيث يرمز ووجي إلى الإمكانية غير المحدودة والحالة غير الظاهرة التي تنبثق عنها جميع الأشياء والتي تعود إليها في نهاية الأمر.
يناقش التاو تش تشينغ، الذي ينسب إلى لاوزي، مفهوم الطاو بصفته الأصل المطلق والمبدأ الكامن للكون، الذي يمكن فهمه كمرادف لووجي. يوصف هذا التاو على أنه شيء لا يمكن تسميته أو تعريفه، يجسد خصائص الفراغ والعدم والإمكانية وأصل جميع الظواهر. هذا الفهم للفراغ كأصل للوجود يعكس نظرة غير مزدوجة، حيث ينبني التعدد الظاهر للعالم في النهاية في أساس فارغ يفوق الوصف.
وجد زو دوني، فيلسوف من سلالة سونغ، توليفة بين الأفكار الطاوية والكونفوشية في كتابه تايجيتو شو (تفسير الرسم البياني للمطلق الأقصى)، حيث يصف ووجي وطاجي كأبعاد متداخلة للواقع ذاته. يمثل ووجي الفراغ غير المحدود الذي تنبثق عنه ديناميات التايجي، وهو ما يفضي إلى توليد ثنائية ين يانغ، ونتيجة لذلك، توليد الأكوان كلها.

### الكتب
- Abrams، Jerold J.، المحرر (2007). The Philosophy of Stanley Kubrick. University Press of Kentucky. ISBN:978-0-8131-7256-9.
- Abrams، Simon (7 أبريل 2017). "The Void". RogerEbert.com (film review). مؤرشف من الأصل في 2024-12-20. اطلع عليه بتاريخ 2024-08-19.
- Albert، David (23 مارس 2012). "The Origin of Everything". The New York Times. مؤرشف من الأصل في 2025-01-16. اطلع عليه بتاريخ 2024-08-18.
- Applin، Jo (2012). Yayoi Kusama: Infinity Mirror Rooms. Tate Publishing.
- Aquinas، Thomas (1947) [1911]. الخلاصة اللاهوتية. ترجمة: the Fathers of the English Dominican Province. New York: Benziger Brothers. 3 vols.
- Aristotle (2017). Physics. Dover Publications. ISBN:978-0-486-81351-6.
- Brod، Max (1960). Franz Kafka: A Biography. Schocken Books.
- Butler، Cornelia H. (2011). Alberto Giacometti: A Retrospective. The Museum of Modern Art.
- Camus، Albert (1991) [1942]. The Myth of Sisyphus. ترجمة: Justin O'Brien. Vintage Books.
- Catalano، Joseph S. (1985). A Commentary on Jean-Paul Sartre's Being and Nothingness. University of Chicago Press. ISBN:978-0-226-09699-5.
- Close، Frank (2007). The Void. Oxford University Press. ISBN:978-0-19-160771-4.
- Conze، Edward (1962). Buddhist Thought in India. Allen & Unwin.
- Cowie، Peter (2000). Don DeLillo: The Pursuit of Meaning. Methuen.
- Dear، Peter (2001). Revolutionizing the Sciences: European Knowledge and Its Ambitions, 1500-1700. Princeton University Press. ISBN:978-0-691-08860-0.
- Deleuze، Gilles (2006). Nietzsche and Philosophy. Columbia University Press.[بحاجة لمُعرِّف الكتاب]
- Diogenes Laërtius (1925). Lives of the Eminent Philosophers. ترجمة: Robert Drew Hicks. Harvard University Press. ISBN:978-0-674-99203-0.
- Einstein، Albert (1920). Relativity: The Special and General Theory. Henry Holt.
- Esslin، Martin (1961). The Theatre of the Absurd. Anchor Books.
- Flynn، Thomas (2006). Existentialism: A Very Short Introduction. Oxford University Press.[بحاجة لمُعرِّف الكتاب]
- Gilson، Étienne (1936). The Spirit of Mediaeval Philosophy. Sheed & Ward.
- Gray، Richard T. (2005). A Franz Kafka Encyclopedia. Greenwood Press.
- Hawking، Stephen؛ Mlodinow، Leonard (2010). The Grand Design. Bantam Books. ISBN:978-0-553-84088-9.
- Heidegger، Martin (1991). Nietzsche: Volumes One and Two. HarperCollins.
- Klein، Yves (1982). Overcoming the Problematics of Art: The Writings of Yves Klein. Spring Publications.
- Kostanski، Steven؛ Gillespie، Jeremy (2016). The Void. Screen Media Films.
- Koyré، Alexandre (1957). From the Closed World to the Infinite Universe. Johns Hopkins University Press. Institute of the History of Medicine.
- Kubrick، Stanley (1968). 2001: A Space Odyssey (film). Metro-Goldwyn-Mayer.
- Krauss، Lawrence (2012). A Universe from Nothing: Why There is Something Rather than Nothing. UK: Simon & Schuster. ISBN:978-1-4711-1269-0.
- Lao-Tzu (2010). Te-Tao Ching: A New Translation Based on the Recently Discovered Ma-wang Tui Texts. ترجمة: Robert G. Henricks. Random House. ISBN:978-0-307-77534-4.
- Morley، Simon (2020). The Simple Truth: The Monochrome in Modern Art. Reaktion Books. ISBN:978-1-78914-268-6.
- Nāgārjuna؛ Kalupahana، David J. (1991). Mūlamadhyamakakārikā of Nāgārjuna: The Philosophy of the Middle Way. Motilal Banarsidass. ISBN:978-81-208-0774-7.
- Nāgārjuna (1995). The Fundamental Wisdom of the Middle Way: Nāgārjuna's Mūlamadhyamakakārikā. ترجمة: Jay L. Garfield. Oxford University Press. ISBN:978-0-19-976632-1.
- Nietzsche، Friedrich (1974) [1882]. The Gay Science. ترجمة: Walter Kaufmann. Vintage Books.
- Newton، Isaac (2018) [1704]. البصريات (كتاب). Outlook Verlag. ISBN:978-3-7340-4795-4.
- Osteen، Mark (2000). American Magic and Dread: Don DeLillo's Dialogue with Culture. University of Pennsylvania Press.
- Pilling، John (1994). Beckett Before Godot. Cambridge University Press.
- Pseudo-Dionysius (1987). "The Mystical Theology". في Rorem، Paul (المحرر). Pseudo-Dionysius: The Complete Works. ترجمة: Colm Luibhéid. Paulist Press. ISBN:978-0-8091-2838-9.
- Robinet، Isabelle (1997). Taoism: Growth of a Religion. Stanford University Press. ISBN:978-0-8047-6494-0.
- Russell، Bertrand (1925). The ABC of Relativity. George Allen & Unwin.
- Sartre، Jean-Paul (1993) [1943]. Being and Nothingness. Washington Square Press.
- Saso، Michael (1972). Taoism and the Rite of Cosmic Renewal. Washington State University Press. ISBN:978-0-87422-011-7.
- Stich، Sidra (1994). Yves Klein. Hatje Cantz.
- Solomon، Robert C. (2005). Existentialism. Oxford University Press. ISBN:978-0-19-517463-2.
- Sorabji، Richard (1983). Time, Creation, and the Continuum. Ithaca: Cornell University Press. ISBN:978-0-8014-1593-7.
- Sylvester، David (1994). Looking at Giacometti. Pimlico.
- Tate (2018). Yayoi Kusama: Infinity Mirror Rooms. Tate.
- Taylor، M. C. (1992). Disfiguring: Art, Architecture, Religion. Chicago: University of Chicago Press. ISBN:978-0-226-79133-3.
- Wang، Robin R. (2005). "Zhou Dunyi's Diagram of the Supreme Ultimate Explained: A Construction of the Confucian Metaphysics". Journal of the History of Ideas. ج. 66 ع. 3: 307–323. DOI:10.1353/jhi.2005.0047.
- Whittaker، Edmund (1951) [1910]. A History of the Theories of Aether and Electricity. Thomas Nelson.
- Williams، Paul (2008). Mahayana Buddhism: The Doctrinal Foundations. Routledge. ISBN:978-1-134-25057-8.
- Zeyl، Donald J.، المحرر (2013) [1997]. Encyclopedia of Classical Philosophy. Routledge.[بحاجة لمُعرِّف الكتاب]
- Zhang، Dainian (2002). Key Concepts in Chinese Philosophy. ترجمة: Edmund Ryden. Yale University Press. ISBN:978-0-300-19978-9.